# Егорята-Мишата
 Егорята-Мишата  — деревня в Новоторъяльском районе Республики Марий Эл. Входит в состав Пектубаевского сельского поселения.

## География
Находится в северо-восточной части республики Марий Эл на расстоянии приблизительно 5 км по прямой на юго-запад от районного центра посёлка Новый Торъял.

## История
Образована из небольших починков под названием Егорята и Мишата, Первые упоминания о поселении относятся к 1859 году, когда в починке Арсай Сидоровой в 12 дворах проживали 124 жителя. В 1869 году починок назван Сабанцево (Егорята), в 18 дворах числилось 150 жителей. В 1877—1878 годах в починке Егорята-Мишата имелось 11 дворов. В 1905 году деревня Арсай Седерево (Мишата) состояла из 11 дворов, проживали 78 жителей. В 1917 году данные о починках записаны отдельно. В починке Егорята было 11 дворов, 58 жителей, все русские. В 1920 году в деревне Егорята-Мишата числилось 109 жителей. В 1939 году в деревне насчитывалось 77 жителей. В 1973 году в деревне Егорята числилось 11 дворов, 21 человек, в деревне Мишата — 6 дворов, 13 человек. 1980 году в 12 хозяйствах проживали 17 жителей. В 1999 году в деревне числилось 4 дома и 11 жителей. В советское время работал колхоз имени Кирова.

## Население
Население составляло 6 человек (мари 33 %, русские 67 %) в 2002 году, 11 в 2010.